# Cruel Summer (альбом GOOD Music)
Kanye West Presents: GOOD Music – Cruel Summer, який зазвичай називають просто Cruel Summer, — альбом-компіляція виконавців лейбла GOOD Music, що вийшов 14 вересня 2012 року на лейблах GOOD Music і Def Jam Recordings. Репер Каньє Вест, голова лейблу, вперше оприлюднив плани щодо спільного альбому лейблу в жовтні 2011 року. Альбом містив чотири сингли — «Mercy», «Cold», «New God Flow» і «Clique», — які потрапили в чарт Billboard Hot 100. В альбомі бере участь сам Вест, а також тодішні підписанти лейбла Pusha T, Big Sean, Teyana Taylor, Cyhi the Prince, Kid Cudi, John Legend, Common, D'banj і Malik Yusef, а також афілійовані артисти, такі як Jay-Z, 2 Chainz, Travis Scott та інші.
Продовження альбому під назвою Cruel Winter почало записуватися десь у 2016 році, хоча воно було незавершеним, і так і не вийшло. Лейбл GOOD Music не працює з 2024 року, і жоден із виконавців, представлених на альбомі, вже не працює на лейблі.

## Історія створення та випуск
Каньє Вест заснував лейбл GOOD Music у 2004 році. З моменту заснування лейблу з лейблом було підписано кілька виконавців, у тому числі близьких співавторів Каньє, таких як Kid Cudi, Common, John Legend, Pusha T, Big Sean і Travis Scott. Вест вперше оголосив про плани щодо альбому GOOD Music у жовтні 2011 року через свій акаунт у Twitter. Пізніше, 23 травня 2012 року, назву частково оприлюднили у фільмі Cruel Summer, який дебютував на Каннському кінофестивалі. Альбом спочатку був запланований до випуску 7 серпня 2012 року, але зазнав кілька затримок.
Pusha T сказав, що він записав понад 20 куплетів для альбому, а також пісню з Big Sean і Common під назвою «Trash Bags», яку врешті-решт було скасовано. Американська реперка Азілія Бенкс також розповіла, що записувалася з КАньє Вестом раніше в 2012 році, але її внески не увійшли до альбому.
Cruel Summer став доступний для попереднього замовлення на веб-сайті японської філії роздрібної мережі HMV 1 вересня 2012 року, розкриваючи трек-лист альбому, а також виконавців кожного треку. Оформлення альбому розроблено креативним агентством Каньє Веста DONDA.

## Комерційний успіх
Альбом дебютував під номером два в чарті Billboard 200, продавши 205 000 копій за перший тиждень. Він також посів перше місце в Top R&B/Hip-Hop Albums. На другому тижні альбом опустився на сьоме місце, продавши 55 000 примірників. Cruel Summer дебютував під номером 4 в канадському чарті альбомів, продавши 12 000 копій у Канаді за перший тиждень. За даними Nielsen SoundScan, станом на 4 листопада 2012 року було продано 389 000 копій. Станом на 2020 рік Cruel Summer посідає друге місце в рейтингу збірок альбомів Billboard після Shady XV як другий найкраща компіляція лейбла звукозапису біля Eminem Presents: The Re-Up, який займає 3-тє місце.

## Критика
Cruel Summer отримав «досить теплу реакцію» від критиків, які високо оцінили його пихатий стиль і треки за участю Каньє Веста, але вважали його нерівним як альбом. У Metacritic, який призначає нормалізований рейтинг із 100 рецензіям від основних видань, альбом отримав середню оцінку 68 на основі 28 рецензій.

## Список композицій
| #     | Назва                                                                                             | Автор | Продюсер(и) | Тривалість |
| ----- | ------------------------------------------------------------------------------------------------- | --- | --- | ---------- |
| 1.    | «To the World» (за участю Kanye West, R. Kelly та Teyana Taylor)                                  | Kanye West Robert Kelly Andrew Wansel Warren Felder Che Smith Malik Jones                                                                          | Pop Wansel Oakwud Kanye West [a] Hudson Mohawke [b] Ken Lewis [b] Mano [b] Travis Scott [b] Anthony Kilhoffer [b] | 3:51       |
| 2.    | «Clique» (за участю Kanye West, Jay-Z та Big Sean)                                                | Chauncey Hollis Sean Anderson West Shawn Carter James Fauntleroy                                                                                   | Hit-Boy Kanye West [a] Kilhoffer [b] Noah Goldstein [b]                                                           | 4:53       |
| 3.    | «Mercy.1» (за участю Kanye West, Big Sean, Pusha T та 2 Chainz)                                   | West Stephan Taft Anderson Mike Dean Terrence Thornton Tauheed Epps Anthony Khan James Thomas Denzie Beagle Winston Riley Reggie Williams          | Lifted Kanye West [b]                                                                                             | 5:26       |
| 4.    | «New God Flow.1» (за участю Kanye West, Pusha T та Ghostface Killah)                              | West Thornton Herb Rooney Ronald Bean Highleigh Crizoe Dennis Coles Rev. G.I. Townsend Marcos Valle                                                | Kanye West Boogz & Tapez [a] Kilhoffer [b]                                                                        | 5:57       |
| 5.    | «The Morning» (за участю Raekwon, Pusha T, Common, 2 Chainz, Cyhi the Prynce, Kid Cudi та D'banj) | West Ramon Ibanga Jeff Bhasker Jacques Webster Corey Woods Thornton Lonnie Lynn Epps Cydel Young Andrea Martin Alan Lerner Frederick Loewe         | Kanye West !llmind Bhasker [a] Travis Scott [a]                                                                   | 4:35       |
| 6.    | «Cold.1» (за участю Kanye West, та DJ Khaled)                                                     | West Hollis James Smith Marlon Williams | Hit-Boy | 3:36       |
| 7.    | «Higher» (за участю The-Dream, Pusha T, Mase та Cocaine 80s)                                      | Hollis Terius Nash Thornton Mason Betha Fauntleroy                                                                                                 | Hit-Boy Kanye West [a] Mike Dean [b]                                                                              | 4:34       |
| 8.    | «Sin City» (за участю John Legend, Travis Scott, Teyana Taylor, Cyhi the Prynce та Malik Yusef)   | John Stephens Webster Tommy Brown Teyana Taylor Joseph Young C. Young Jones Victoria McCants                                                       | Brown Travis Scott                                                                                                | 4:28       |
| 9.    | «The One» (за участю Kanye West, Big Sean, 2 Chainz та Marsha Ambrosius)                          | West Anderson Epps Marsha Ambrosius Byron Thomas Jones Fauntleroy C. Smith Carlton Ridenhour James Boxley Dave Barker Winston Riley Ansell Collins | Kanye West Hudson Mohawke [a] The Twilite Tone [a] Kilhoffer [a] Mannie Fresh [b] Lifted [b]                      | 5:44       |
| 10.   | «Creepers» (за участю Kid Cudi)                                                                   | Scott Mescudi Dan Black | Black | 3:14       |
| 11.   | «Bliss» (за участю John Legend та Teyana Taylor)                                                  | Stephens Taylor Ross Birchard Erika Hamilton | Hudson Mohawke | 3:30       |
| 12.   | «Don't Like.1» (за участю Kanye West, Chief Keef, Pusha T, Big Sean та Jadakiss)                  | West Keith Cozart Thornton Anderson Jason Phillips Tyree Pittman Townsend Barrington Levy Paul Love                                                | Young Chop Kanye West [a] The Twilite Tone [b] Goldstein [b]                                                      | 4:43       |
| 54:31 |                                                                                                   | | |            |

Примітки
- ↑  означає співпродюсера.
- ↑  означає додаткового продюсера.
- «Clique» містить бек-вокал Cocaine 80s, Aude Cardona та Travis Jones.
- «The Morning» містить додатковий вокал Андреа Мартін.
- «Cold.1» містить аутро-вокал DJ Pharris.
- «Higher» містить фоновий вокал John Legend і 2 Chainz.
- «Sin City» містить додатковий вокал Cocaine 80s.
- «Don't Like.1» містить додатковий вокал Ноа Голдштейна.

## Чарти
| Чарт (2012)                                              | Пікова позиція |
| -------------------------------------------------------- | -------------- |
| Австралія Australian Albums (ARIA)                       | 7              |
| Бельгія Belgian Albums (Ultratop Flanders)               | 55             |
| Бельгія Belgian Albums (Ultratop Wallonia)               | 125            |
| Канада Canadian Albums (Billboard)                       | 4              |
| Данія Danish Albums (Hitlisten)                          | 12             |
| Нідерланди Dutch Albums (Album Top 100)                  | 69             |
| Нідерланди Dutch Compilation Albums (Compilation Top 30) | 10             |
| Франція French Albums (SNEP)                             | 30             |
| Норвегія Norwegian Albums (VG-lista)                     | 18             |
| Швейцарія Swiss Compilation Albums (Swiss Hitparade)     | 10             |
| Велика Британія UK Album Downloads Chart (OCC)           | 4              |
| Велика Британія UK Compilation Chart (OCC)               | 2              |
| США Billboard 200                                        | 2              |
| США Compilation Albums (Billboard)                       | 1              |
| США Top R&B/Hip-Hop Albums (Billboard)                   | 1              |

| Чарт (2012)                                | Позиція |
| ------------------------------------------ | ------- |
| Австралія Australian Urban Albums (ARIA)   | 35      |
| Велика Британія UK Compilation Chart (OCC) | 71      |
| США Billboard 200                          | 79      |
| США Compilation Albums (Billboard)         | 5       |
| США Top R&B/Hip-Hop Albums (Billboard)     | 15      |

| Чарт (2013)                            | Позиція |
| -------------------------------------- | ------- |
| США Compilation Albums (Billboard)     | 15      |
| США Top R&B/Hip-Hop Albums (Billboard) | 54      |

## Сертифікації
| Регіон                                                      | Сертифікація | Продажі   |
| ----------------------------------------------------------- | ------------ | --------- |
| США (RIAA)                                                  | Платиновий   | 1 000 000 |
| продажі+прослуховування, що базуються лише на сертифікаціях |              |           |